# Chlorita aquatheca
Chlorita aquatheca är en insektsart som beskrevs av Pieter D. Theron 1986. Chlorita aquatheca ingår i släktet Chlorita och familjen dvärgstritar. Inga underarter finns listade i Catalogue of Life.